# Думлер, Леопольд Фёдорович
Леопольд Федорович Думлер (20 июля 1919, Екатериноград, Саратовская губерния — 17 января 2019, Германия) — советский учёный, доктор геолого-минералогических наук (1970), профессор (1977).

## Биография
Окончил Московский горный институт (сейчас — Горный институт НИТУ «МИСиС»), в 1941 г. В 1941—1956 годах — инженер, старший инженер, главный инженер шахт Карагандинского угольного бассейна, главный инженер геолого-разведочных экспедиций Центрального Казахстана (1956—1971), начальник геолого-разведочных экспедиций Центрального Казахстана (1971—1979). В 1979—1987 гг. — генеральный директор производственного объединения «Орталыкказгеология».
Профессор Карагандинского государственного технического университета с 1987 года.

## Научная деятельность
Основные труды по явлениям регионального метаморфизма, углю, рудам и исследованиям закономерностей их возникновения и дислокации. Открыл Шубаркольское угольное месторождение (1983).

### Сочинения
- Термальный метаморфизм углей Центрального Казахстана, М., 1969;
- Ресурсы ископаемых углей Казахстана, Караганда, 1981.

## Награды
- Две Государственные премии СССР (1977, 1988);
- Два ордена Трудового Красного Знамени;
- Медали[1].